# Charles Ogle
Charles Ogle, né le 5 juin 1865, à Steubenville, Ohio, et mort le 11 octobre 1940 à Long Beach, Californie est un acteur américain du cinéma muet. Il est notable pour avoir été le premier acteur à incarner le monstre de Frankenstein dans un film muet de 1910.

## Filmographie partielle
- 1910 : Frankenstein de J. Searle Dawley
- 1911 : The Reform Candidate
- 1912 : The Totville Eye de C. J. Williams
- 1912 : Le Trésor de l'avare (The Usurer's grip) de Bannister Merwin
- 1913 : The Great Physician : The Great Physician / la Mort / The Shepherd
- 1913 : A Tudor Princess de J. Searle Dawley
- 1914 : The Viking Queen de Walter Edwin
- 1914 : The Witch Girl de Walter Edwin
- 1916 : The Still Voice de Ben F. Wilson
- 1917 : La Bête enchaînée (A Romance of the Redwoods) de Cecil B. DeMille
- 1917 : Petit Démon (Rebecca of Sunnybrook Farm) de Marshall Neilan
- 1917 : Those Without Sin de Marshall Neilan
- 1917 : Une flétrissure (On Record) de Robert Z. Leonard
- 1917 : The Cost of Hatred de George Melford
- 1918 : The Things We Love de Lou Tellegen
- 1918 : The Goat de Donald Crisp
- 1918 : L'Illusion du bonheur (We Can't Have Everything) de Cecil B. DeMille
- 1918 : L'Enfant de la forêt (M'Liss) de Marshall Neilan
- 1919 : Everywoman de George Melford
- 1919 : Men, Women, and Money de George Melford
- 1921 : Folie d'été (Midsummer Madness) de William C. de Mille
- 1921 : Les Millions de Fatty (Brewster's Millions) de Joseph Henabery
- 1921 : Le Vieux Comédien (After the Show) de William C. de Mille
- 1921 : La Caravane vers l'Ouest (The Covered Wagon) de James Cruze
- 1922 : Inconscience (Her Husband's Trademark) de Sam Wood
- 1922 : Le Réquisitoire (Manslaughter) de Cecil B. DeMille
- 1922 : Le Jeune Rajah (The Young Rajah) de Phil Rosen
- 1922 : North of the Rio Grande de Rollin S. Sturgeon
- 1923 : Ruggles of Red Gap de James Cruze
- 1924 : Secrets de Frank Borzage
- 1924 : Marins (Code of the Sea) de Victor Fleming
- 1924 : Le Vainqueur (The Alaskan) de Herbert Brenon
- 1924 : The Border Legion de William K. Howard
- 1924 : Triomphe (Triumph) de Cecil B. DeMille
- 1925 : La Ruée sauvage (The Thundering Herd) de William K. Howard
- 1925 : Dans la fournaise (Code of the West) de William K. Howard
- 1926 : One Minute to Play de Sam Wood
- 1926 : The Flaming Forest de Reginald Barker

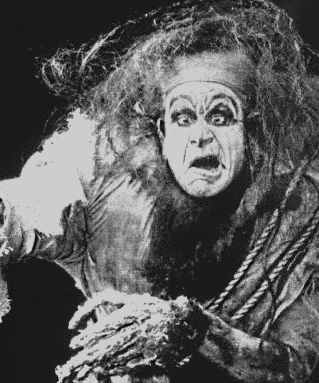
Ogle dans Frankenstein (1910)